# Budivoj
Budivoj († wohl 8. August 1071 bei Plön) war ein elbslawischer Fürst aus dem Geschlecht der Nakoniden, der vermutlich von 1066 bis 1071 die Samtherrschaft über den in Mecklenburg und Ostholstein ansässigen Stammesverband der Abodriten ausübte.
Die Herrschaft Budivojs war geprägt von Auseinandersetzungen mit dem auf der Oldenburg in Wagrien residierenden Teilstammesfürsten Kruto, in denen Budivoj Samtherrschaft und Leben verlor.
Nach Einschätzung des Chronisten Helmold von Bosau war Budivoj ein schwacher Fürst, der aufgrund seines christlichen Glaubens und seiner Freundschaft mit den sächsischen Billungern bei seinem Stamm als Verräter an der Freiheit angesehen wurde.

## Leben

### Herkunft und Familie
Budivoj, auch Butue oder Buthue, war der älteste Sohn des Fürsten Gottschalk aus dessen erster Ehe mit einer unbekannten slawischen Adeligen. Der spätere abodritische Samtherrscher Heinrich war sein jüngerer Halbbruder aus Gottschalks zweiter Ehe mit Sigrid Svendsdatter, der Tochter des dänischen Königs Sven Estridsson. Budivojs Onkel Blusso war maßgeblich am Aufstand des abodritischen Adels gegen Gottschalk und an dessen Ermordung 1066 beteiligt. Budivojs Sohn Pribislaw wurde 1131 nach der Ermordung von Knud Lavard Teilstammesfürst der Wagrier und Polaben. Budivoj war wie alle Nakoniden Christ.

### Der Aufstand von 1066
Budivojs Vater Gottschalk wurde am 7. Juni 1066 im Zuge eines Aufstandes der innerabodritischen Opposition ermordet. Der vordergründig religiös motivierte Aufstand richtete sich in erster Linie gegen die Herrschaftspolitik des nakonidischen Fürstenhauses. Dessen „Staatsidee“ von einem zentralistisch und durch den Samtherrscher unmittelbar verwalteten Territorium ging mit einer zunehmenden Entmachtung des niederen und mittleren Adels einher. Da auch Budivoj für die Politik seines Vaters stand, vermochte er zunächst offenbar nicht dessen Nachfolge anzutreten. Stattdessen lag die Macht in den Händen von Budivojs Onkel Blusso. Dieser hatte sich an die Spitze der Rebellion gesetzt. Innerhalb des Abodritenreiches zerstörten die Aufständischen gezielt die zum Erzbistum Bremen-Hamburg gehörigen Bischofssitze auf der Mecklenburg, in Ratzeburg und in Oldenburg. Der Bremer Erzbischof Adalbert von Bremen hatte die Politik von Budivojs Vater Gottschalk bis zu seiner eigenen Entmachtung 1066 maßgeblich unterstützt. Schließlich griffen die Aufrührer den Zweitsitz des Bremer Erzbischofs in Hamburg und das dänische Haithabu mit dem dortigen Bischofssitz an und zerstörten beide.

### Samtherrschaft
Nach Blussos Rückkehr ins Abodritenreich nahm Budivoj offenbar Rache am Mörder seines Vaters; Blusso wurde erschlagen. Aufgrund seines Geburtsrechtes erlangte Budivoj daraufhin zunächst die Samtherrscherwürde über den gesamten Stammesverband, konnte sich aber wohl nur mit sächsischer Unterstützung an der Macht halten. Denn in der Bevölkerung und im abodritischen Adel hatte er aufgrund seines Festhaltens am christlichen Glauben, seiner Nähe zu den benachbarten Sachsen und vor allem aufgrund der Wiederaufnahme der drückenden Tributzahlungen an die Billunger und die Abgaben an die Kirche jeden Rückhalt verloren. Zudem wuchs in Wagrien mit dem dortigen Teilstammesfürsten Kruto ein ernstzunehmender Konkurrent heran, dem gegenüber Budivoj den nakonidischen Anspruch auf die Oberherrschaft über die Wagrier schon bald nicht mehr durchsetzen konnte.
Aufgrund von Krutos Überfällen auf sächsisches Gebiet und Budivojs Ohnmacht brach im Winter 1068/69 schließlich ein sächsisches Heer zu einem gegen Kruto gerichteten Verwüstungsfeldzug nach Wagrien auf. An der Spitze dieser Truppen stand auf Bitten Otto von Northeims mit Heinrich IV. der König selbst. Mit Magnus, dem Sohn des Sachsenherzoges Ordulf, könnte weiterhin ein herausragender Vertreter der Billunger an diesem Winterfeldzug beteiligt gewesen sein. Sowohl die Billunger als auch Otto von Northeim sahen ihre Besitzungen an der Unterelbe durch Kruto bedroht. Der Feldzug führte weder zu einer Vertreibung noch zu einer Unterwerfung Krutos. Im Gegenteil, der abodritische Adel wählte den paganen Kruto zum neuen Samtherrscher über den gesamten Stammesverband, was einem Verfassungsbruch gleichgekommen sein muss, da Kruto über keinerlei erbrechtliche Legitimation verfügte. Dennoch konnte sich Budivoj in seinem angestammten Herrschaftsgebiet beidseits des Schweriner Sees und um Wismar zumindest als Teilstammesfürst behaupten. Dort gewährte er Otto von Northeim möglicherweise im Winter 1070/1071 eine Zuflucht, nachdem König Heinrich IV. ihn geächtet hatte.

### Vertreibung und Tod
Noch vor Sommer 1071 musste Budivoj vor einem Angriff Krutos zu den Billungern nach Lüneburg fliehen. Die politischen Verhältnisse im Reich hatten sich inzwischen grundlegend gewandelt. Der sächsische Adel, allen voran Otto von Northeim sowie die Billunger, befand sich in Opposition zum König und war mit seinen Kräften im Sachsenkrieg gebunden. Damit verlor Budivoj die Unterstützung seiner wichtigen Verbündeten. Als Budivoj sich mit seiner Bitte um militärische Hilfe an die Billunger wandte, waren diese verhindert. Der Grund dieser Verhinderung soll dem Chronisten Helmold zufolge Magnus’ unmittelbar bevorstehende Hochzeit mit der ungarischen Königstochter Sophia gewesen sein. Möglicherweise stand aber auch Magnus’ Unterwerfung zu Pfingsten 1071 unmittelbar bevor, an die sich eine mehrjährige Gefangenschaft anschloss. Budivoj erhielt den Befehl über Aufgebote aus den sächsischen Stämmen der Barden, Dithmarschen, Holsten und Stormarn. Mit 600 Barden drang Budivoj bis Plön vor, besetzte die verlassene Festung, wurde aber darin von Kruto eingeschlossen, belagert und ausgehungert. Die nordelbischen Aufgebote erschienen aufgrund eines Verrates nicht. Budivoj wurde zu Übergabeverhandlungen verleitet und bei Verlassen der Burg entgegen Krutos Zusagen mit allen seinen Männern erschlagen.
Budivojs Todesjahr ist in der Forschung umstritten. Obwohl Adam von Bremen die Ereignisse von Plön für das Jahr 1072 ansetzt, datiert die wohl noch herrschende Meinung bis heute Budivojs Tod erst in den Jahren 1074/1075. Demgegenüber hat eine neuere Untersuchung aufgezeigt, dass die nachfolgenden Ereignisse eher mit einer Frühdatierung von Budivojs Tod widerspruchsfrei erklärbar wären. Der Todestag eines „Bitti comes“, Sohn des Gottschalk, ist im Nekrolog der Kirche St. Michael in Lüneburg mit dem 8. August verzeichnet. Die ältere Forschung identifizierte diesen Eintrag mit Budivoj. Gerd Althoff vertrat 1984 die Auffassung, es handele sich nicht um Budivoj, sondern um einen sächsischen Grafen aus dem 9. Jahrhundert.